# Ведьмин мост (Сахалинская область)
Ве́дьмин мост — мост в Сахалинской области, находящийся на полуразобранном и заброшенном железнодорожном перегоне Николайчук — Камышёво-Сахалинское.

## История
Мост построен японцами в 1928 году. Находился в составе железнодорожной линии Южно-Сахалинск — Поляково. Мост представляет собой сложное инженерное сооружение, привлекает своей протяженностью в 200 метров и высотой 50 метров.
В 1994 году движение по мосту было закрыто из-за закрытия перегона. В 2007 году из-за лесного пожара часть моста пострадала.